# Estado de Río Yei

Mapa de los 32 estados creados por decreto en enero de 2017 en Sudán del Sur. En colores, las tres regiones históricas: Bar el Gazal al noroeste, en verde; Gran Alto Nilo, al este en amarillo, y Ecuatoria al sur, en naranja.

El Estado de Río Yei (en inglés: Yei River state) fue uno de los 32 estados de Sudán del Sur creados en enero de 2017, situado en el sur, en la región de Ecuatoria. Tenía fronteras con los estados de Maridi, al oeste, Amadi y Yubek por el norte, e Imatong por el este. Por el sur limitaba a partes iguales con la República Democrática del Congo y Uganda.
Entre 2011, año de la independencia de Sudán del Sur, y 2015, el país tuvo 10 estados. El presidente Salva Kiir Mayardit los amplió a 28 estados en 2015, con tres regiones, y en 2017, volvió a ampliarlos a 32.

## Geografía
La ciudad más poblada y capital del estado es Yei, que en 2014 tenía unos 260 000 habitantes estimados. La ciudad se encuentra a 170 km al sudoeste de Yuba, cerca de la frontera con la RD Congo y Uganda, y sirve como centro comercial y lugar de intercambio de los tres países. Tiene aeropuerto y universidad (Yei Agricultural and Mechanical University, YA&MU).
En abril de 2016, el subgobernador del estado de Río Yei, Abraham Wani Yoane, anuncia la división del estado en 10 condados: ŋepo (nasal velar en la n inicial), Kindi, Otogo, Tore, Wuji, Yei River, Morobo, Kajo-Keji, Kupera y Lainya. En agosto se añaden 3 condados: Liwolo, Mukaya y Mugwo. Los cuatro condados iniciales antes de 2016 son Yei, Lainya, Morobo y Kajo-Keji.
A finales de 2018, la cercanía de la epidemia de ébola en la RD del Congo elevó los controles fronterizos.

## Conflicto
En noviembre de 2018, la CTSAMM (Ceasefire and Transitional Security Arrangements Monitoring Mechanism), cuya misión es monitoriza el cumplimiento por las partes en conflicto de los acuerdos, se reúne con el SPLM-IO (Sudan People's Liberation Movement-in-Opposition), para firmar un alto el fuego. A continuación se produce un aluvión de refugiados que vuelven a sus casas desde Uganda y Kenia, donde habían huido anteriormente. En diciembre de 2018, la UNMISS (United Nation Mission in South Sudan) condena los asaltos que todavía continúan contra civiles y contra el CTSAMM.